# بهرام (سقز)
بهرام(به کردی: بارام، Baram) روستایی از توابع بخش سرشیو شهرستان سقز است که در استان کردستان ایران قرار دارد.

## جمعیت
این روستا در دهستان ذوالفقار واقع شده و براساس سرشماری سال ۱۳۸۵، جمعیت آن ۱۴۸ نفر (۲۶ خانوار) بوده‌است.